# Gefängnisturm (Mindelheim)

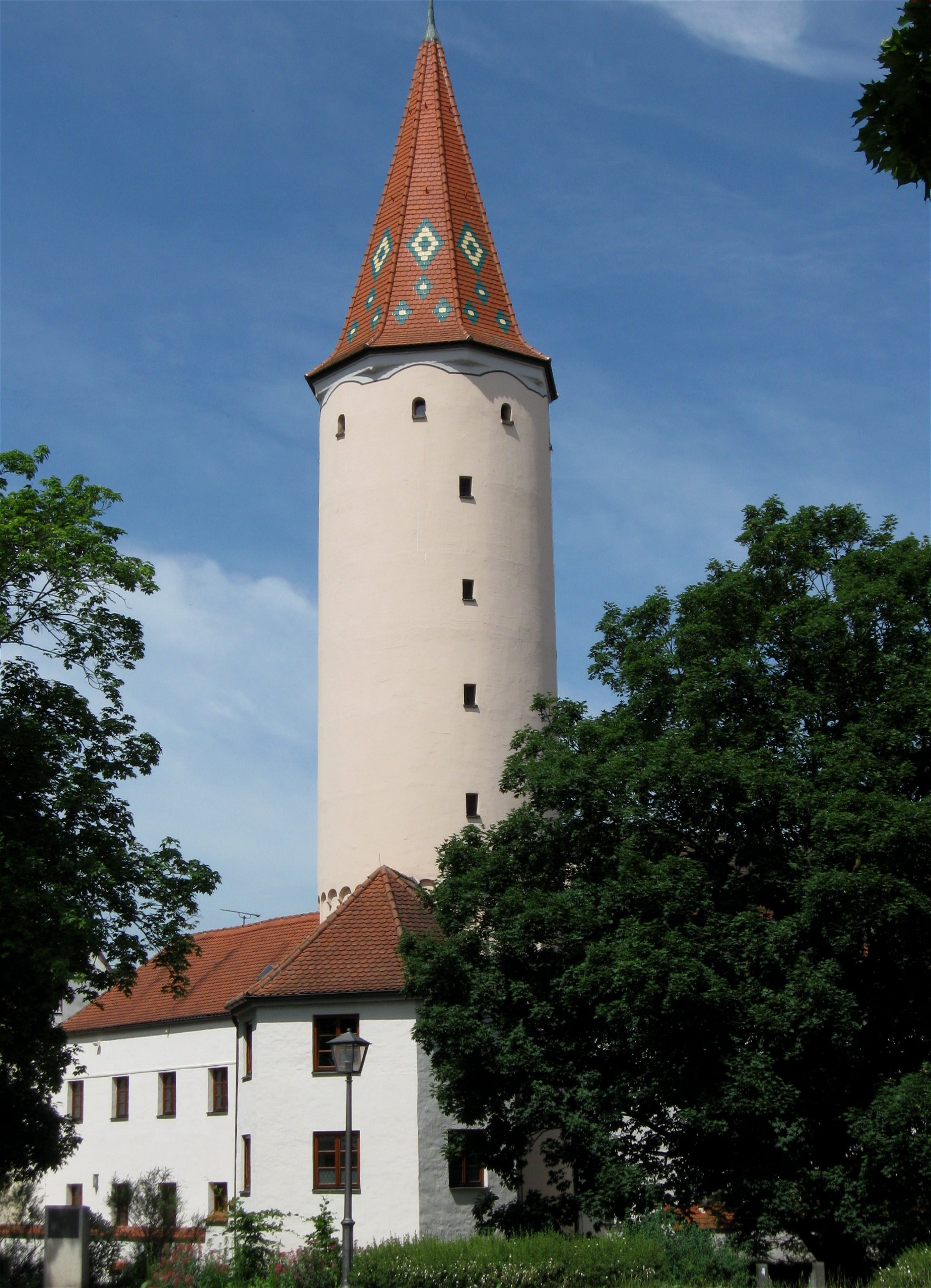
Gefängnis- oder Hungerturm in Mindelheim

Der Gefängnisturm (auch Hunger-, Malefiz- oder Raubturm genannt) befindet sich in der Stadt Mindelheim im Landkreis Unterallgäu (Bayern). Er steht unter Denkmalschutz.

## Beschreibung
Der Turm ist 34 Meter hoch. Die ältesten Teile im unteren Bereich stammen vermutlich noch aus der zweiten Hälfte des 14. Jahrhunderts. Der obere Teil des Turmes wurde Ende des 15. oder Anfang des 16. Jahrhunderts errichtet. Im Jahr 1834 wurde der Turm in das Gebäude der Fronfeste integriert.
Der Gefängnisturm ist ein zylindrischer, verputzter Backsteinbau. Im Südosten, an der Grabenseite, sind in Höhe des Dachs der Fronfeste eine Reihe niedriger Blenden mit jeweils drei Rundbogen als Abschluss angebracht. Darüber erheben sich fünf weitere Geschosse mit kleinen, vergitterten Rundbogen- und Rechtecköffnungen in südöstlicher wie auch nordwestlicher Richtung. Das oberste Gesims enthält umlaufend acht kleine Rundbogenöffnungen. Den Abschluss bildet eine achteckige Gesimsplatte. Die Ecken dieser Platte kragen leicht über den zylindrischen Turmbau vor. Darüber erhebt sich der achtseitige, ziegelgedeckte Spitzhelm. Um 1960 wurde der Turm renoviert.